# 固贤乡 (淳化县)
固贤乡是中国陕西省咸阳市淳化县下辖的一个乡。

## 行政区划
固贤乡下辖以下行政区：
固贤村、谈村、沿渠村、郭丁村、咀头村、丁村、上常社村、下常社村、贵村